# Amano Jun
Amano Jun (天野 純, sinh ngày 19 tháng 7 năm 1991 ở Miura, Kanagawa, Nhật Bản) là một cầu thủ bóng đá người Nhật Bản thi đấu cho Yokohama F. Marinos ở J1 League.

## Thống kê sự nghiệp câu lạc bộ
Cập nhật đến ngày 2 tháng 1 năm 2018.
| 2014 | Yokohama F. Marinos | J1   | 0  | 0 | 2  | 1 | 0  | 0 | 2  | 1 |
| 2015 | Yokohama F. Marinos | J1   | 6  | 0 | 2  | 0 | 4  | 0 | 12 | 0 |
| 2016 | Yokohama F. Marinos | J1   | 11 | 0 | 5  | 2 | 8  | 0 | 24 | 2 |
| 2017 | Yokohama F. Marinos | J1   | 33 | 5 | 4  | 0 | 0  | 0 | 37 | 5 |
| 2018 | Yokohama F. Marinos | J1   | 0  | 0 | 0  | 0 | 0  | 0 | 0  | 0 |
| Tổng | Tổng                | Tổng | 50 | 5 | 13 | 3 | 12 | 0 | 75 | 8 |

## Thành tích
- Siêu cúp Nhật Bản: 2014 Á quân